# Manoir de Conti (Vasouy)
Le manoir de Conti est une demeure du XVIe siècle, détruite par un incendie en 1999, et reconstruite, qui se dresse sur le territoire de l'ancienne commune française de Vasouy, dans le département du Calvados, en région Normandie. L'édifice avant sa destruction était classé au titre des monuments historiques.

## Localisation
Le manoir est situé au hameau de Vasouy, au sein de la commune de Honfleur, dans le département français du Calvados. 

## Historique
Le manoir de Conti est daté du XVe siècle,.
Vers 1560, Jean de Conty dit du Mont, bourgeois honfleurais, achète les terres de Vasouy, dont la famille les conserveront jusqu'en 1672. Elle passent ensuite par mariage aux familles Bourgeot puis Descalles.
Il est détruit par un incendie le 23 septembre 1999 puis entièrement reconstruit entre 2015 et 2019.
Un autre manoir « quasi-jumeau » existe également, il s'agit du manoir du Désert.

## Protection
Le manoir, avant sa destruction, était classé au titre des monument historique par arrêté du 5 mars 1927.

## Prix littéraire
Dans les années 1920, la demeure donna son nom à un prix littéraire, dont le lauréat pouvait résider une saison au manoir. Parmi les membres du jury, on trouve Henri de Régnier et Lucie Delarue-Mardrus.